# War Hill
War Hill (en irlandais : Cnoc an Bhairr, littéralement « colline du sommet ») est un sommet des montagnes de Wicklow culminant à 686 mètres d'altitude, en Irlande.